# Tênis nos Jogos Olímpicos de Verão de 2012 - Duplas mistas

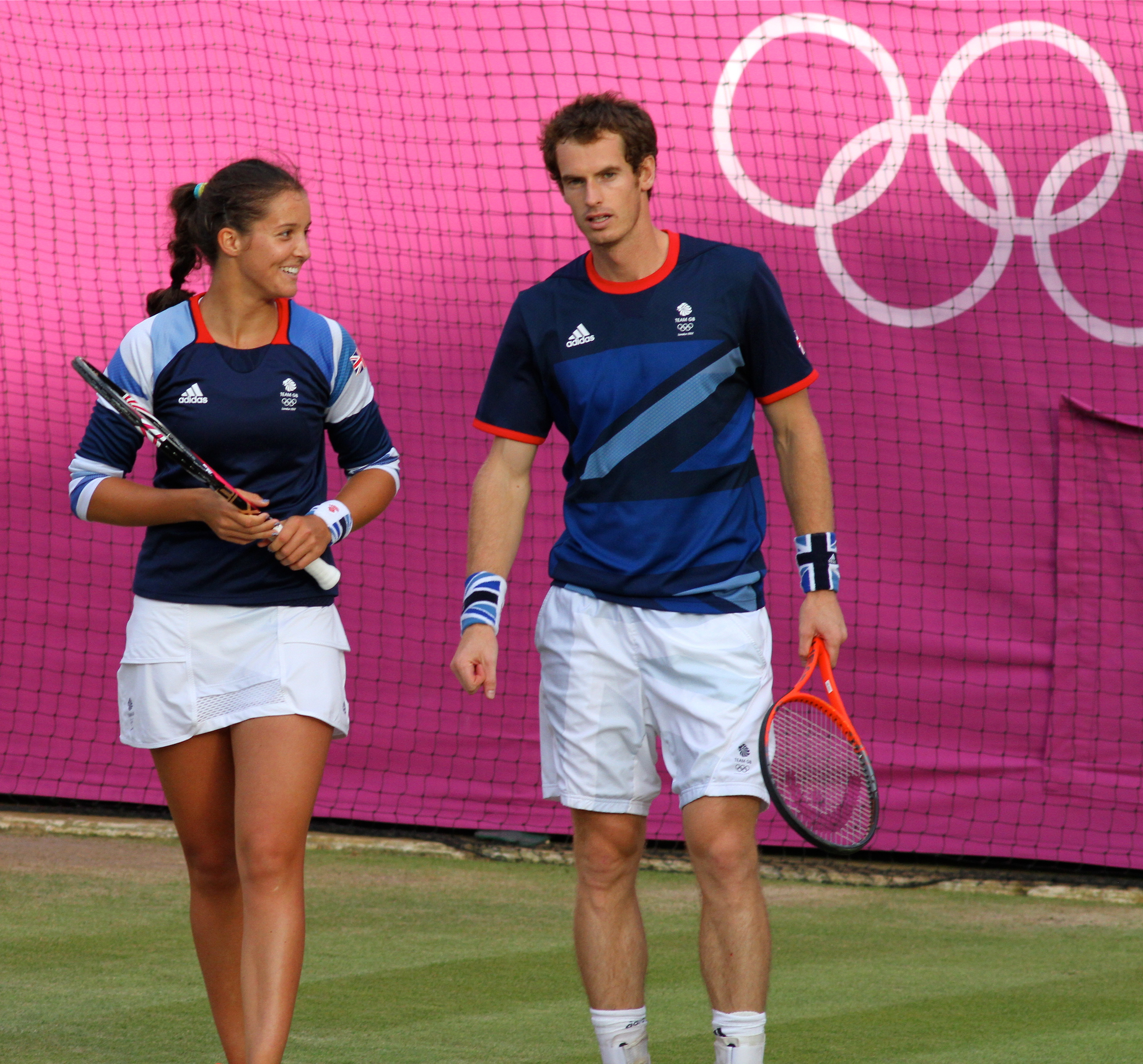
Laura Robson e Andy Murray conquistaram a prata nas duplas mistas.

O torneio de duplas mistas voltou a fazer parte dos Jogos Olímpicos na edição de Londres 2012. A disputa da categoria não acontecia desde a edição de 1924. As partidas foram disputadas entre os dias 1 de agosto e 5 de agosto no All England Lawn Tennis and Croquet Club em Wimbledon, Londres.
As partidas foram disputadas no formato de melhor de três sets. O tie-break poderia acontecer nos dois primeiros sets, mas caso houvesse um empate no número de sets, o terceiro set deveria ser no formato de "super tie-break", onde vence a dupla que marcar 10 pontos, com pelo menos dois pontos de vantagem.
A dupla bielorrussa Max Mirnyi e Victoria Azarenka venceu a dupla da Grã-Bretanha, Andy Murray e Laura Robson por 2 sets a 1. No mesmo dia, horas antes, Murray havia vencido o torneio de simples.

## Medalhistas
| Ouro   | BLR Max Mirnyi e Victoria Azarenka |
| Prata  | GBR Andy Murray e Laura Robson     |
| Bronze | USA Mike Bryan e Lisa Raymond      |

## Cabeças de chave
| 1. BLR Victoria Azarenka / BLR Max Mirnyi (Vencedores, medalha de ouro) 2. USA Liezel Huber / USA Bob Bryan (primeira rodada) | 1. USA Lisa Raymond / USA Mike Bryan (Semifinais) 2. POL Agnieszka Radwańska / POL Marcin Matkowski (primeira rodada) |

## Chave
Legenda
- IP = Convite da ITF

| Primeira fase | Primeira fase                   | Primeira fase | Primeira fase | Primeira fase |  |    | Quartas de final             | Quartas de final            | Quartas de final | Quartas de final | Quartas de final |  |  | Semifinais | Semifinais                  | Semifinais | Semifinais | Semifinais |  |                     | Final                     | Final                       | Final               | Final               | Final |
|               |                                 |               |               |               |  |    |                              |                             |                  |                  |                  |  |  |            |                             |            |            |            |  |                     |                           |                             |                     |                     |       |
| 1             | BLR V Azarenka BLR M Mirnyi     | 6             | 6             |               |  |    |                              |                             |                  |                  |                  |  |  |            |                             |            |            |            |  |                     |                           |                             |                     |                     |       |
|               | GER A Kerber GER P Petzschner   | 2             | 2             |               |  |    | 1                            | BLR V Azarenka BLR M Mirnyi | 7                | 7                |                  |  |  |            |                             |            |            |            |  |                     |                           |                             |                     |                     |       |
|               | IND S Mirza IND L Paes          | 6             | 6             |               |  |    | IND S Mirza IND L Paes       | 5                           | 65               |                  |                  |  |  |            |                             |            |            |            |  |                     |                           |                             |                     |                     |       |
|               | SRB A Ivanovic SRB N Zimonjić   | 2             | 4             |               |  |    |                              |                             |                  |                  |                  |  |  | 1          | BLR V Azarenka BLR M Mirnyi | 3          | 6          | [10]       |  |                     |                           |                             |                     |                     |       |
| 3             | USA L Raymond USA M Bryan       | 7             | 6             |               |  |    |                              |                             |                  |                  |                  |  |  | 3          | USA L Raymond USA M Bryan   | 6          | 4          | [7]        |  |                     |                           |                             |                     |                     |       |
|               | ITA S Errani ITA A Seppi        | 5             | 3             |               |  |    | 3                            | USA L Raymond USA M Bryan   | 6                | 7                |                  |  |  |            |                             |            |            |            |  |                     |                           |                             |                     |                     |       |
|               | ARG G Dulko ARG JM del Potro    | 6             | 7             |               |  |    | ARG G Dulko ARG JM del Potro | 2                           | 5                |                  |                  |  |  |            |                             |            |            |            |  |                     |                           |                             |                     |                     |       |
| IP            | RUS E Vesnina RUS M Youzhny     | 3             | 5             |               |  |    |                              |                             |                  |                  |                  |  |  |            |                             |            |            |            |  |                     | 1                         | BLR V Azarenka BLR M Mirnyi | 2                   | 6                   | [10]  |
| IP            | GBR L Robson GBR A Murray       | 7             | 67            | [10]          |  |    |                              |                             |                  |                  |                  |  |  |            |                             |            |            |            |  |                     | IP                        | GBR L Robson GBR A Murray   | 6                   | 3                   | [8]   |
|               | CZE L Hradecká CZE R Štěpánek   | 5             | 79            | [7]           |  |    | IP                           | GBR L Robson GBR A Murray   | 6                | 3                | [10]             |  |  |            |                             |            |            |            |  |                     |                           |                             |                     |                     |       |
| IP            | AUS S Stosur AUS L Hewitt       | 6             | 6             |               |  | IP | AUS S Stosur AUS L Hewitt    | 3                           | 6                | [8]              |                  |  |  |            |                             |            |            |            |  |                     |                           |                             |                     |                     |       |
| 4             | POL A Radwańska POL M Matkowski | 3             | 3             |               |  |    |                              |                             |                  |                  |                  |  |  | IP         | GBR L Robson GBR A Murray   | 6          | 67         | [10]       |  |                     |                           |                             |                     |                     |       |
| IP            | SWE S Arvidsson SWE R Lindstedt | 3             | 6             | [8]           |  |    |                              |                             |                  |                  |                  |  |  |            | GER S Lisicki GER C Kas     | 1          | 79         | [7]        |  |                     |                           |                             |                     |                     |       |
|               | ITA R Vinci ITA D Bracciali     | 6             | 4             | [10]          |  |    |                              | ITA R Vinci ITA D Bracciali | 6                | 62               | [7]              |  |  |            |                             |            |            |            |  | Disputa pelo bronze | Disputa pelo bronze       | Disputa pelo bronze         | Disputa pelo bronze | Disputa pelo bronze |       |
|               | GER S Lisicki GER C Kas         | 7             | 65            | [10]          |  |    | GER S Lisicki GER C Kas      | 4                           | 7                | [10]             |                  |  |  |            |                             |            |            |            |  | 3                   | USA L Raymond USA M Bryan | 6                           | 4                   | [10]                |       |
| 2             | USA L Huber USA B Bryan         | 65            | 7             | [5]           |  |    |                              |                             |                  |                  |                  |  |  |            |                             |            |            |            |  |                     |                           | GER S Lisicki GER C Kas     | 3                   | 6                   | [4]   |